# Circonscription d'Axum
La circonscription d'Axum est une des 38 circonscriptions législatives de l'État fédéré du Tigré, elle se situe dans la Zone centre. Son représentant actuel est Shishay Haile Selassie Wolde Silassie.